# Saint-Dizant-du-Gua
Saint-Dizant-du-Gua is een gemeente in het Franse departement Charente-Maritime (regio Nouvelle-Aquitaine) en telt 548 inwoners (1999). De plaats maakt deel uit van het arrondissement Jonzac.

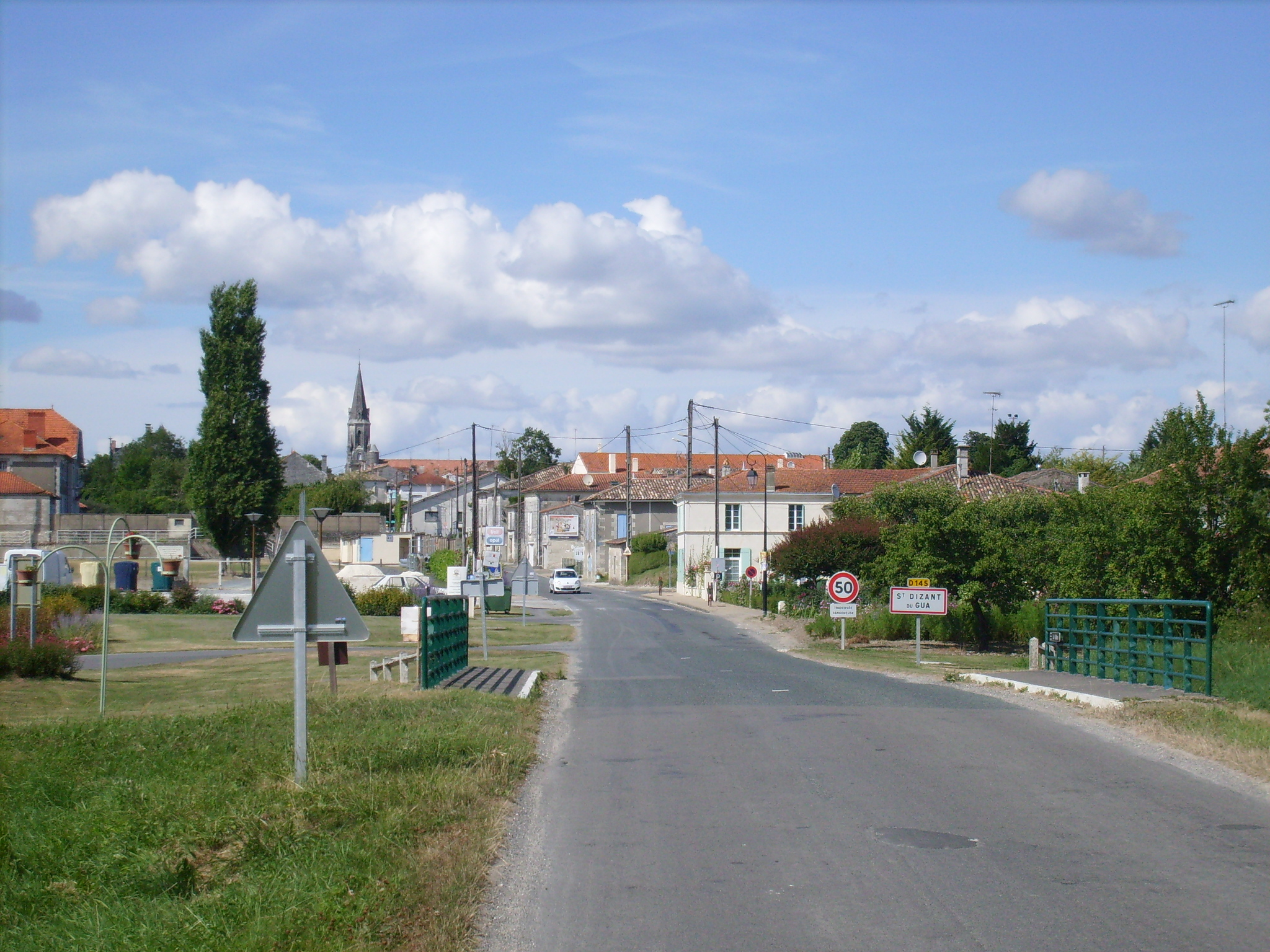
Saint-Dizant-du-Gua
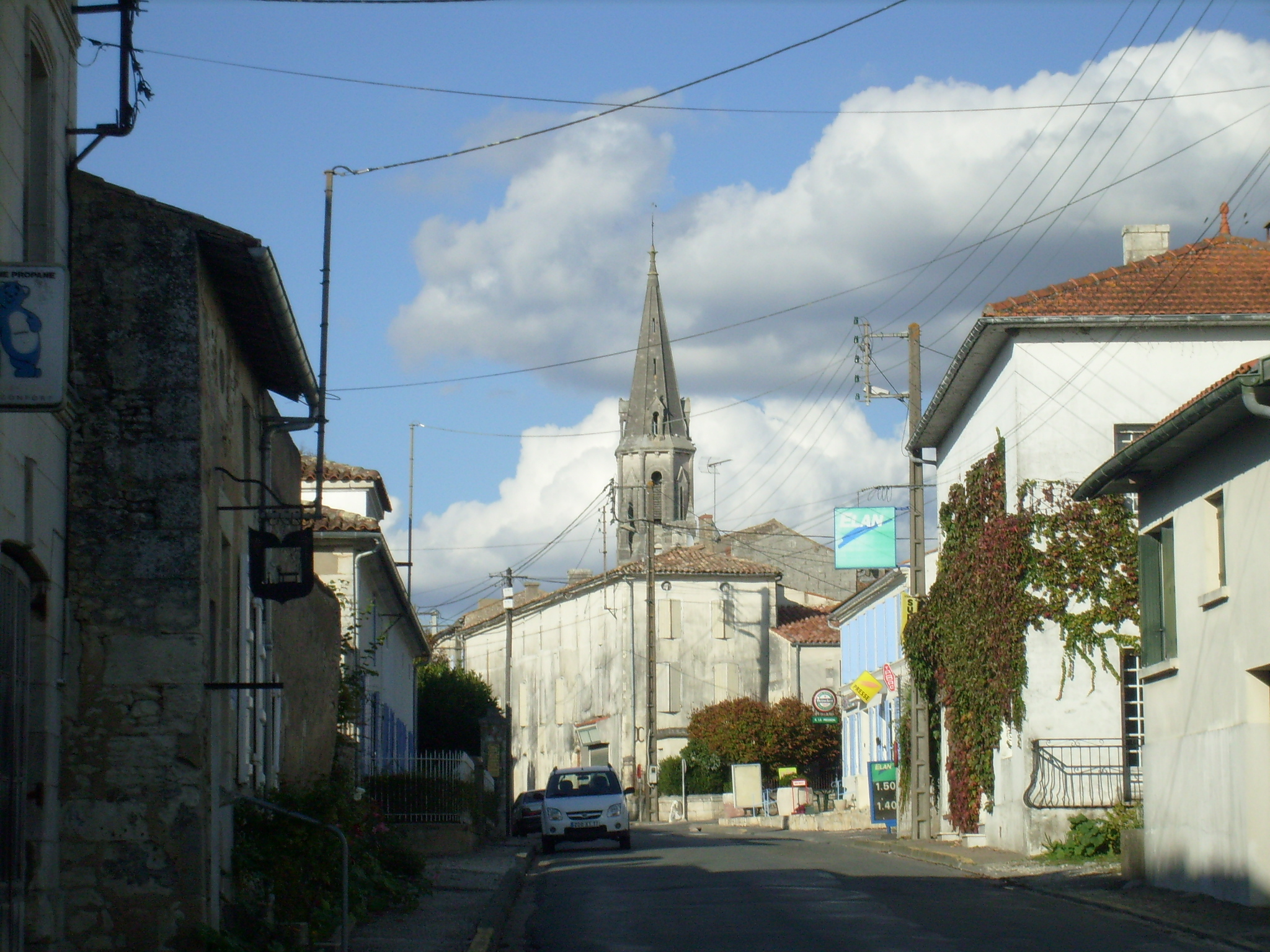
Centrum
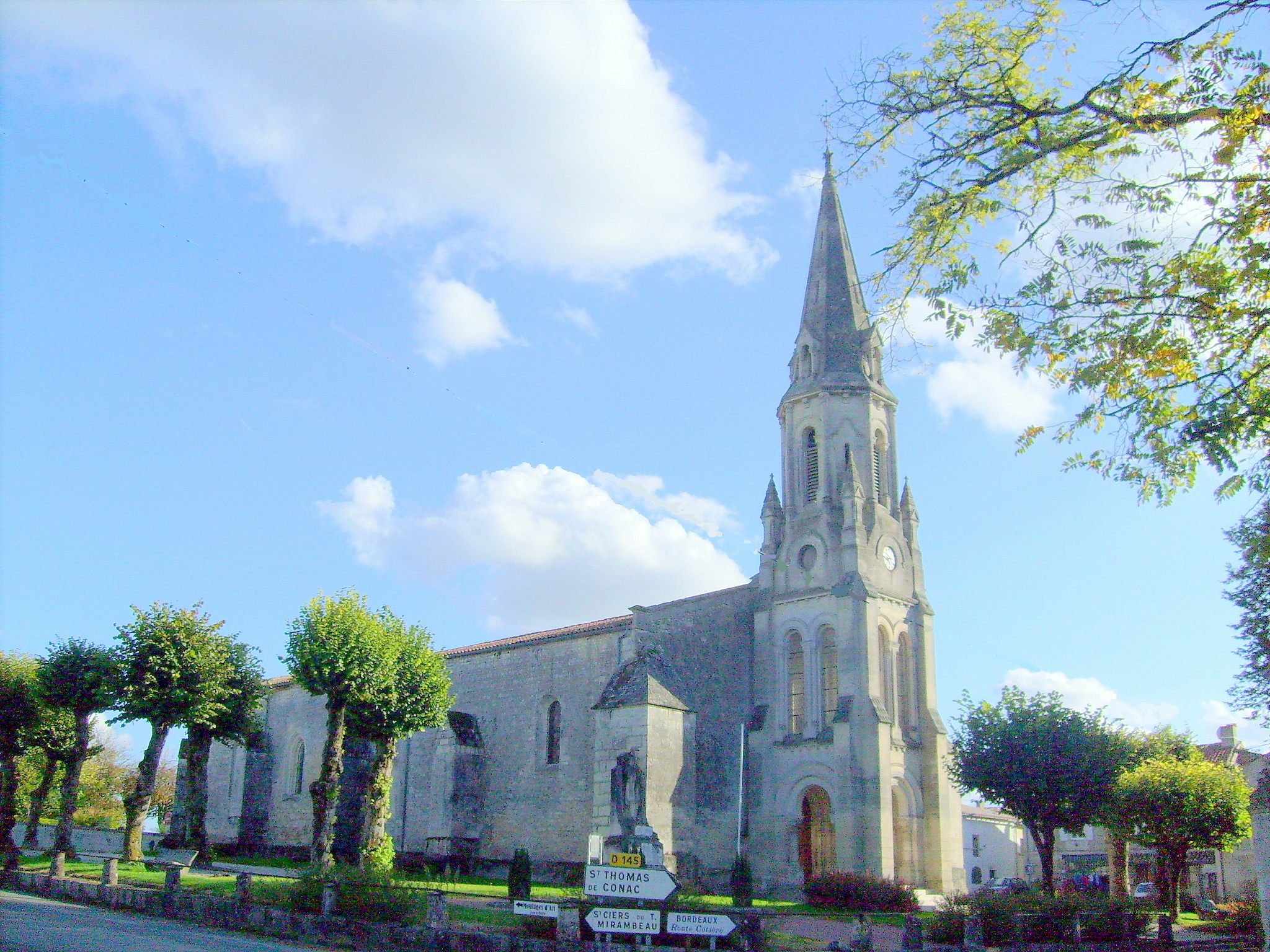
Kerk van Saint-Dizant-du-Gua
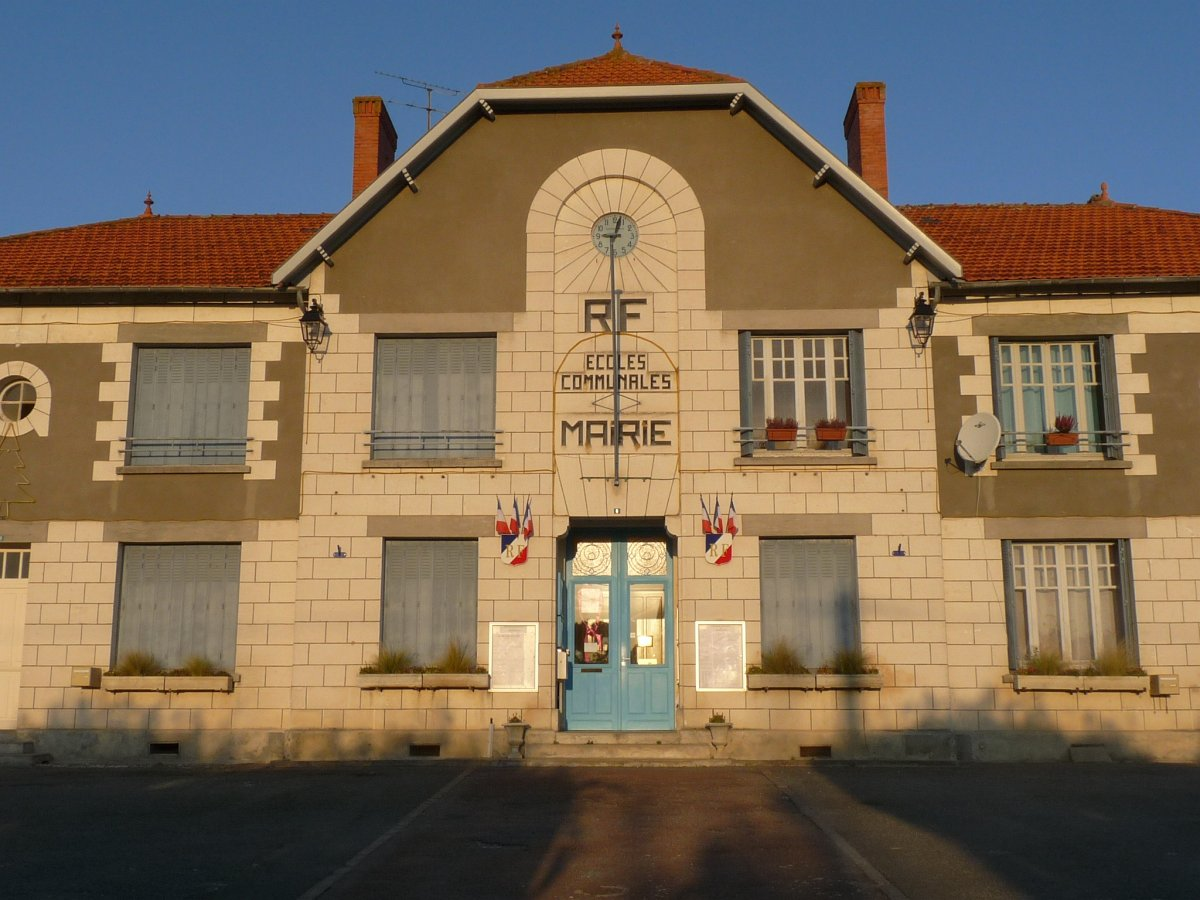
Gemeentehuis

## Geografie
De oppervlakte van Saint-Dizant-du-Gua bedraagt 18,3 km², de bevolkingsdichtheid is 29,9 inwoners per km².
De onderstaande kaart toont de ligging van Saint-Dizant-du-Gua met de belangrijkste infrastructuur en aangrenzende gemeenten.

## Demografie
Onderstaande figuur toont het verloop van het inwonertal (bron: INSEE-tellingen).